# کنیچیرو فوکوی
کنیچیرو فوکوی (انگلیسی: Kenichiro Fukui؛ زادهٔ ۴ مارس ۱۹۷۰) آهنگساز، موسیقی‌دان، نوازنده کیبورد اهل ژاپن است. وی از سال ۱۹۹۱ میلادی تاکنون مشغول فعالیت بوده‌است.